# Джаґдіш Сінґг Капур
Джаґдіш Сінґг Капур (12 вересня 1947) — угандійський хокеїст на траві.
Учасник Олімпійських Ігор 1972 року.